# Musée des Beaux-Arts (Tournai)
Il Musée des Beaux-Arts è ubicato a Tournai nel Belgio occidentale.

## Museo
Il museo è ospitato all'interno dell'edificio opera del celebre architetto Victor Horta in stile Art Nouveau e al suo interno si possono ritrovare meravigliosi esempi di opere d'arte che risalgono al XV secolo. Esso è l'unico museo del Belgio che possiede dei quadri di Manet.